# Bayreuther Kanon

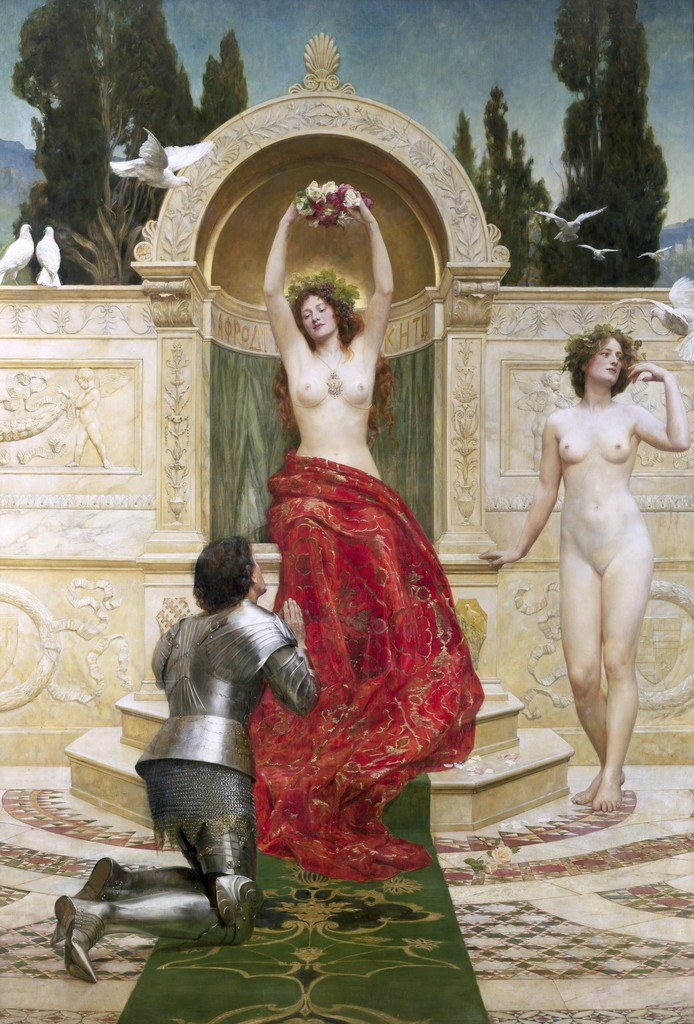
Tannhäuser, gemalt von John Collier

Als Bayreuther Kanon wird die Auswahl jener zehn Opern Richard Wagners bezeichnet, die im Rahmen der Bayreuther Festspiele gespielt werden dürfen.

## Liste
Wagner verfügte, dass im Festspielhaus Bayreuth nur jene Werke aufgeführt werden sollten, die er als gültig und würdig ansah. Es handelte sich um drei verschiedene Gruppen:

### Für Bayreuth konzipierte Werke
Auch wenn Das Rheingold und Die Walküre bereits vor Wagners Übersiedlung nach Bayreuth entstanden waren und gegen seinen Willen im Königlichen Hof- und Nationaltheater in München 1869/70 uraufgeführt wurden, zählen sie doch zu den Werken, die Wagner zuerst in seinem Festspielhaus aufgeführt sehen wollte. Die für das Festspielhaus konzipierten und vom Komponisten selbst zur Aufführung gebrachten Werke sind:
- Der Ring des Nibelungen
  - Das Rheingold (EA 1876)
  - Die Walküre (EA 1876)
  - Siegfried (UA 1876)
  - Götterdämmerung (UA 1876)
- Parsifal (UA 1882)

Die Aufführungen des Parsifal, vom Komponisten als „Bühnenweihfestspiel“ bezeichnet, sollten ausschließlich Bayreuth vorbehalten bleiben. Dies gelang weitgehend für die Dauer des Urheberrechtsschutzes, also bis Ende 1913. Der Versuch der Familie Wagner, im Reichstag eine Lex Parsifal durchzusetzen, die Verlängerung der Urheberrechte um 20 Jahre, scheiterte.

### Als würdig angesehene frühere Werke
Seine Frühwerke, auch den Rienzi, laut Bülow „Meyerbeers beste Oper“, wollte Wagner nicht in Bayreuth aufgeführt sehen, die drei romantischen Werke jedoch sehr wohl. Dazu kamen das Musikdrama Tristan und Isolde und Wagners einzige komische Oper. Alle fünf Werke wurden in der Direktionszeit von Wagners Witwe Cosima Wagner (bis 1908) bei den Bayreuther Festspielen erstaufgeführt:
- Der fliegende Holländer (EA 1901)
- Tannhäuser und der Sängerkrieg auf Wartburg (EA 1891)
- Lohengrin (EA 1894)
- Tristan und Isolde (EA 1886)
- Die Meistersinger von Nürnberg (EA 1888)

Der fliegende Holländer wird in Bayreuth, wie es der Wille Wagners war, ohne Pause gegeben.

### Beethovens Neunte
Als einziges Werk eines anderen Komponisten gestattete Wagner die Aufführung von Beethovens Neunter in seinem Festspielhaus.

## Trivia

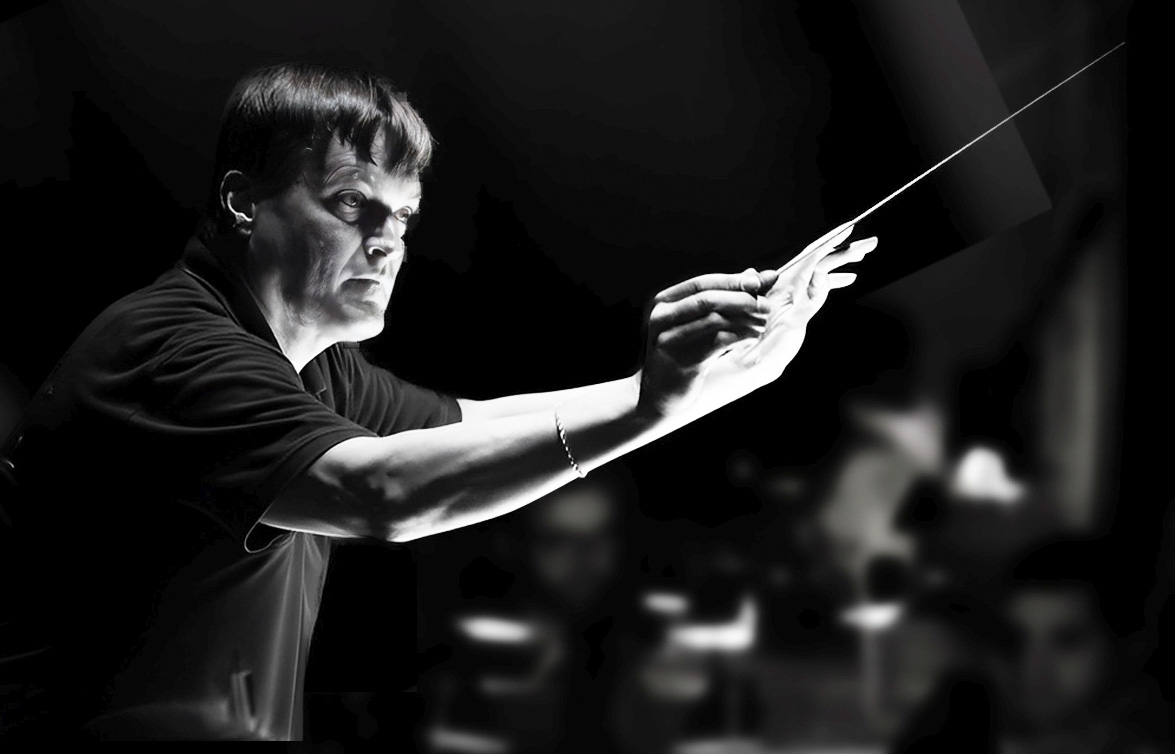
Christian Thielemann, von 2015 bis 2020 Musikdirektor der Bayreuther Festspiele

Nach Felix Mottl, dem dies in den Jahren von 1886 bis 1906 gelang, gab es nur einen weiteren Dirigenten, der den Bayreuther Kanon komplett dirigiert hat: Christian Thielemann schloss dieses Unterfangen im Jahr 2019 ab; er war ab 1997 sieben Jahre lang Generalmusikdirektor (GMD) der Deutschen Oper Berlin. Auch in Bayreuth dirigierte er alle zehn Werke, zuletzt 2018 und 2019 Lohengrin.